# 李志民 (1906年)
李志民（1906年7月9日—1987年11月16日），原名李凤瑞，学名李明阶，曾用名李轩，湖南浏阳人，中华人民共和国军事人物，曾任中国人民志愿军政治部主任、政治委员。1955年中华人民共和国开国上将之一。
李志民1927年加入中国共产党，1928年参加中国工农红军，历任红五军第二纵队二大队四中队党代表、特务大队政治委员，红五军党委秘书长，红三军团政治部保卫大队政治委员，红五军第六师七团政治委员，第二师政治部主任，红三军团教导营政治委员，红三军团卫生部政治委员，军团保卫局二科科长，参加长征。到达陕北后，任红一方面军第1军团4师政治部组织科科长、红4师第11团政治委员，中央军委直属第八十一师政治部主任，红二十七军政治部主任。抗日战争时期，任中国人民抗日军政大学组织科科长、干部科科长、组织部部长、第二分校政治部主任，晋察冀军区第一军分区副政治委员、军区组织部部长、第四军分区政治委员，任冀中军区副政治委员兼政治部主任。第二次国共内战时期，任晋察冀野战军第三纵队、第二纵队政治委员，任第二十兵团政治部主任、第十九兵团政委。中华人民共和国成立后，任第十九兵团政治委员兼陕西军区政治委员，中国人民志愿军政治部主任、副政治委员，政治委员，中国人民解放军高等军事学院副政治委员兼政治部主任、政治委员，任福州军区政委，中共中央军委委员、顾问等职。
中共第八届中央候补委员，第十、第十一届中央委员，第一、第四届全国人大代表。

## 生平

### 早期经历
9岁时开始读私塾，后入初级小学。1920年考入甸溪高级小学。1924年回乡教书，并当过小学校长。1925年开始参加农民运动，被选为乡农民协会副委员长。1926年春参加中国国民党，曾被选为国民党高坪区分部委员。后被选派到由共产党人开办的高坪区暑期政治讲习所和浏阳县党务研究所学习，1927年4月加入中国共产党。
1928年3月，李志民参与组建区游击队并任党代表，开展武装斗争。同年12月调入红五军，先后任第2纵队7大队4中队党代表、军部随营学校中共支部书记。1930年，李志民任特务大队副政委、中共赣西南省委西路行动委员会干部大队大队长兼政委、红五军党委秘书长，参加进攻长沙。1931年春，任红三军团政治部保卫大队政委，同年夏任红五军第二师七团政委。1932年春，李志民任二师政治部主任，参加赣州战役，掩护主力部队突围。1933年春，任红三军团教导营政委，参加历次反围剿战争。
1934年10月，李志民参加长征，担任军团后卫和收容任务。1935年7月起，任军团卫生部政治委员、陕甘支队第3纵队政治保卫分局2科科长。到陕北后，任红一军团4师政治部组织科科长，参加直罗镇战役。1936年1月，任红4师第11团政治委员，参加东征战役。在浮山作战中，李志民通过开展政治攻势，筹集了大量粮食和布匹，扩充新兵六七百人。5月任红81师政治部主任，参加西征战役。1937年春，任红二十七军政治部主任，后入抗日军政大学学习。

### 抗日战争与第二次国共内战时期
抗日战争爆发后，任抗大第5队队长兼政治教员、组织科和干部科科长。1939年夏随抗大总校到晋察冀敌后办学，任组织部部长。1940年初调任抗大第二分校政治部主任。1943年，李志民任晋察冀军区第1分区副政治委员、军区政治部组织部部长，参加北岳区反扫荡作战。1944年任第4分区政治委员兼中共地委书记、冀中军区副政治委员兼政治部主任。1945年曾协助杨成武组织指挥大清河北战役。
抗日战争胜利后，任冀中军区野战纵队政治委员、晋察冀军区第3纵队政治委员。1946年12月，李志民任晋察冀野战军第2纵队政治委员，率部参加平绥路、保南、正太、青沧、保北、清风店、石家庄、察绥等战役。平津战役中，参加张家口、宣化等地的作战。1949年，任中国人民解放军第20兵团政治部主任，参加太原战役。太原战役后，接替罗瑞卿，任第19兵团政治委员，率部进军西北，参加兰州、宁夏等战役。

### 中华人民共和国成立后

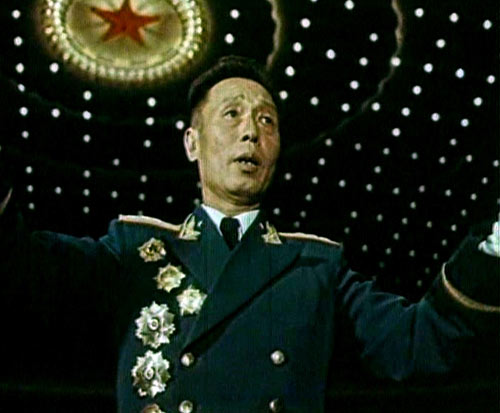
1959年任“将军合唱团”指挥时的李志民在人民大会堂演出

1949年冬，李志民兼任陕西军区政治委员，组织领导部队剿匪和参加修建宝天铁路及屯田垦荒。1951年初参加朝鲜战争，任中国人民志愿军第19兵团政治委员，参加第五次战役和秋季防御战。1952年12月任志愿军政治部主任，参与组织指挥1953年夏季反击战役和金城战役。朝鲜停战后，于1954年2月任志愿军副政治委员兼政治部主任，1955年3月任志愿军政治委员，被授予上将军衔，获一级八一勋章、一级独立自由勋章和一级解放勋章。
1957年回国后，10月任中国人民解放军高等军事学院副政治委员兼政治部主任，1959年1月任高等军事学院政治委员。1959年曾担任“将军合唱团”指挥，参加庆祝国庆十周年晚会，获得巨大反响。文化大革命中遭受迫害，1972年10月任福州军区政治委员。1977年任中共中央军委委员。1980年2月任军委顾问。1982年被选为中共中央顾问委员会委员。
1987年11月16日在北京病逝。